# Marionina limpida
Marionina limpida är en ringmaskart som beskrevs av Shurova 1979. Marionina limpida ingår i släktet Marionina och familjen småringmaskar. Inga underarter finns listade i Catalogue of Life.